# Véu

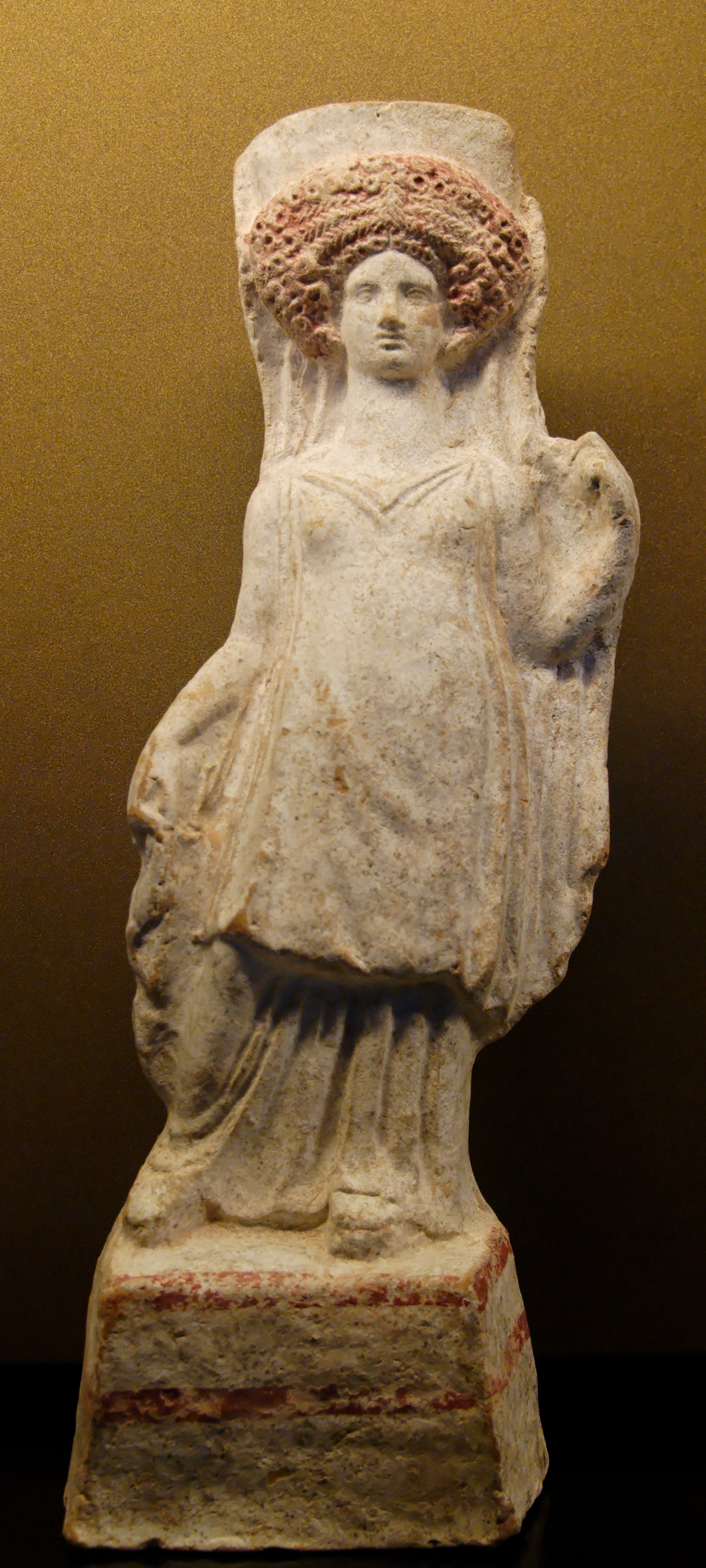
Mulher segurando um véu. figura de terracota, ca. 400–375 a.C

Véu é um tecido ou peça de vestuário, utilizado quase exclusivamente por mulheres de diferentes culturas. O véu é usado para cobrir totalmente ou em parte a cabeça e a face. Além de seu caráter de vestimenta e adorno, há conotações religiosas por parte de várias tradições.

## Etimologia
A palavra "véu" é derivada do latim vēlum, que também era usada para denominar as vela das embarcações. Há duas teorias sobre a origem do termo vēlum:
- da raiz indo-europeia *wel-, significando "cobrir";
- da raiz indo-europeia *wegh-, que significa "carregar um veículo".

## História
O primeiro uso conhecido do véu para mulheres é reportado em um texto legislativo assírio do século XIII a.C., que restringia seu uso a mulheres da aristocracia e proibia prostitutas e mulheres comuns de o adotarem. Na expansão dos povos indo-arianos pelo Iran e Índia, há o uso propagadado geralmente entre mulheres.
O termo em grego micênico a-pu-ko-wo-ko, significando "artesão de véus para cavalos", também é atestado dese cerca de 1300 a.C. na escrita silábica Linear B. Textos gregos antigos também citam o uso do véu e a isolamento de mulheres praticada pela elite persa [carece de fontes?]. Estátuas em Persépolis retratam mulheres usando véus[carece de fontes?].
Estátuas gregas dos períodos clássico e helênico por vezes retratam mulheres gregas com a cabeça e face cobertas por véus. Ambos Caroline Galt e Lloyd Llewellyn-Joves argumentaram com base nessas representações e referências literárias que era comum entre as mulheres gregas desse período (ou pelo menos das mulheres de alto status social) o uso do véu em público[carece de fontes?].
Entre os romano esperava-se que as mulheres usassem véus como símbolo da autoridade marital. Em 166 aC, o cônsul Sulpício Galo se divorciou de sua esposa porque ela havia saído de casa, permitindo assim que todos vissem, como ele disse, o que apenas ele deveria ver. As meninas solteiras normalmente não escondiam a cabeça, mas as matronas faziam isso para mostrar modéstia e castidade, a chamada pudicitia. Pensava-se que os véus também protegiam as mulheres contra o mau-olhado. Um véu chamado "flammeum" era a característica mais importante do traje usado pela noiva nos casamentos romanos.
Por muitos séculos, até por volta de 1175, mulheres anglo-saxãs e anglo-normandas, excetuando as jovens solteiras, usavam véus que cobriam totalmente os cabelos e, por vezes, o pescoço e o queixo. Apenas no período Tudor (1485), quando o uso de capuzes se tornou popular, véus desse tipo começaram a ser menos comuns [carece de fontes?].
O uso do véu entre mulheres europeias também é atestado em situações de luto e em substituto às máscaras como método de ocultação da identidade de uma mulher. De maneira mais pragmática, o véu também era usado para proteger a pele do sol, da mesma forma que o keffiyeh é usado hoje em dia [carece de fontes?].

## Uso religioso do véu
No judaísmo, cristianismo e islã, o ato de cobrir a cabeça está associado a modéstia e recato. Visa estabelecer o resguardo dos concupiscências de ambos quem utiliza e quem a pode ver. A maioria dos retratos tradicionais da Virgem Maria a mostram com a cabeça velada, com a excepção talvez do seu primeiro retrato de sepultura. Cobrir os cabelos era prática comum entre mulheres ao frequentar igrejas até a década de 1960, tipicamente usando véus de renda. Um tipo de véu de renda que cobrem a face ainda é usada por mulheres europeias e de diversas denominações cristãs em funerais.
No norte da Índia, mulheres hindu frequentemente se cobrem com véus em regiões rurais, particularmente em Gujarat e no Rajastão quando em situações tradicionais e diante de homens mais velhos. Este véu é denominado Ghoonghat ou Laaj.
Apesar da religião ser comumente indicada como a razão para o uso do véu, essa prática também reflete situações políticas e alegam de pretexto também serve como meio para a exposição pública das convicções ideológicas da pessoa que o usa.

### O Véu no Judaísmo

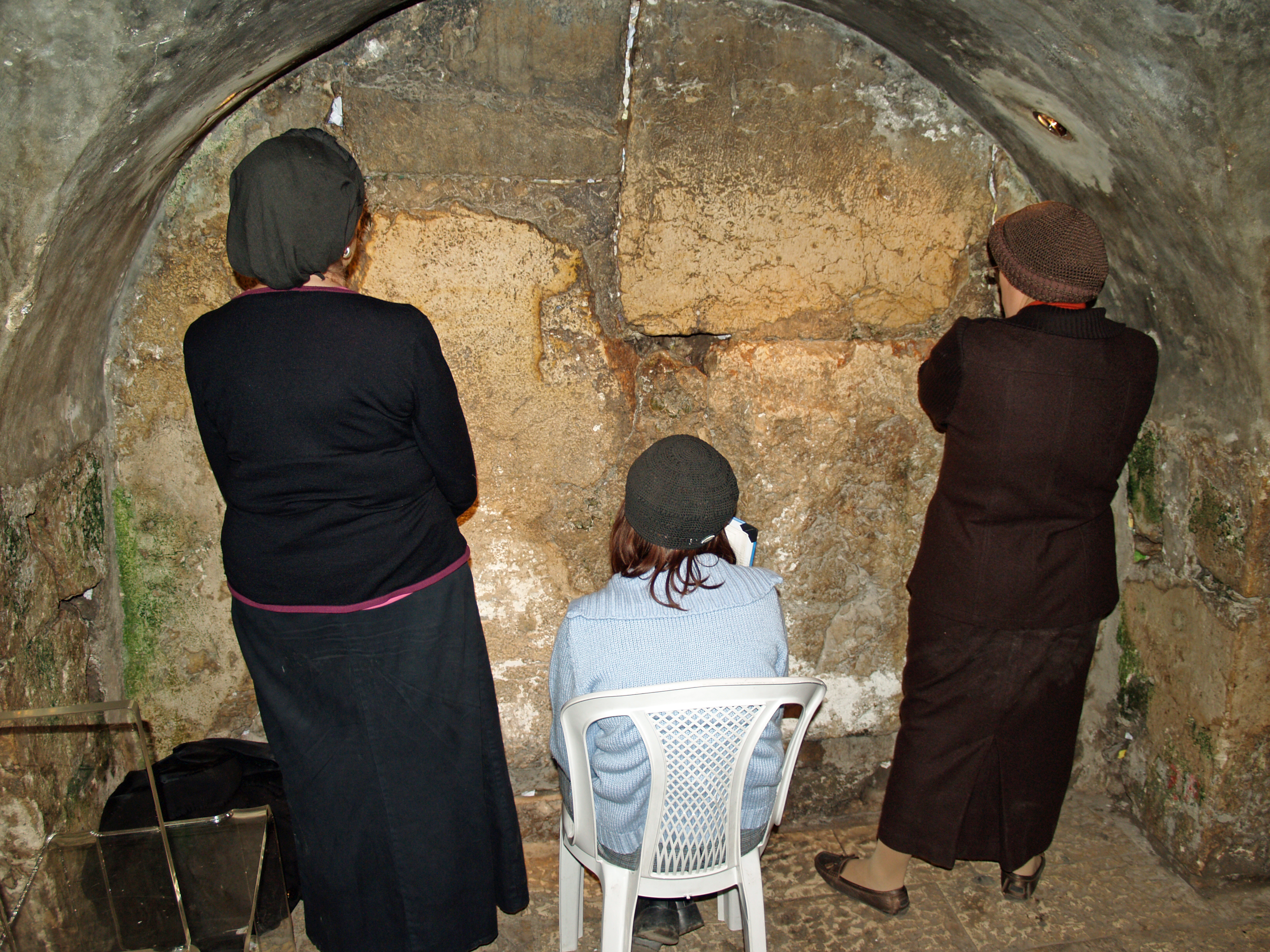
Mulher judia orando enquanto usa um Tichel

O uso do véu entre mulheres judias casadas é, segundo formas mais restritas do Judaísmo ortodoxo, uma expressão da devoção e amor exclusivos de uma mulher pelo seu marido. Dessa forma, o Tichel e outras formas de cobertura para os cabelos, considerado uma parte sensual do corpo, são recomendados a mulheres judias de tradições mais ortodoxas como um ato de modéstia. E torna próprio a devoção religiosa da mulher judaica.
O uso de cobertura para o cabelo é referido na Torah (Números 5:18), onde a cerimônia de punição a mulheres acusadas de adultério se inicia pela remoção dessa cobertura por um sacerdote. A Mishna (Ketuboth 7:6) e o Talmud (Ketuboth 72) também se referem à cobertura dos cabelos como uma obrigação feminina. Tanto a Torah (Cântico dos Cânticos 4:1) como o Talmud (Berakhot 24a) se referem aos cabelos como objeto de erotismo e sexualidade (ervah).
Véus bordados também são usados de forma simbólica como coberturas para a arca que contém os rolos da Torah nas sinagogas. Essa cortina ou véu chamado parochet, é uma herança do véu do tabernáculo e dos véus que originalmente cobriam a Arca da Aliança e o Santo dos Santos (Kodesh Hakodashim) no Templo de Jerusalém. Esses véus separam fisicamente aqueles espaços considerados particularmente sagrado de outros espaços, e limitam o acesso a esses espaços.

### O Véu no Cristianismo
(Ver Artigo Principal: Cobertura de cabeça cristã)

#### Véus litúrgicos

Véu eucarístico cobrindo o cálice e a pátena

Dentre as igrejas cristãs que possuem tradições litúrgicas, diferentes tipos de véus são usados. Muitos desses véus estão associados ao véu do Tabernáculo do deserto e ao véu do Santo dos Santos do Templo de Salomão. O propósito desses véus é, em geral, proteger os objetos mais sacros, em particular a Eucaristia:
- o Véu do Tabernáculo, usado para cobrir o Sacrário, usado particularmente na liturgia Católica Romana, mas também em outras tradições, é usado quando a Eucaristia está dentro do sacrário;
- o Cibório, o cálice onde as hóstias são armazenadas na tradição Católica, é protegido por um véu quando as hóstias que armazena foram consagradas; antes parte obrigatória da liturgia, hoje são considerados opcionais;
- o cálice e pátena contendo o vinho e o pão eucarísticos são também cobertos com um véu para evitar que os materiais sejam contaminados ou derramados. Na tradição católica um único véu é usado para ambos os materiais; nas igrejas orientais três véus são usados: um para o cálice, outro para a pátena e um terceiro, o Aër, para cobrir os dois anteriores;
- o Véu umeral é uma veste litúrgica utilizada no Rito romano, bem como em algumas igrejas Anglicana e Luterana durante a exposição do Santíssimo Sacramento;
- durante a quaresma, muitas igrejas velam seus crucifixos com véus de cor roxa, vermelha ou preta, a depender da tradição litúrgica, para demonstrar luto pela morte de Cristo.

#### Véu feminino

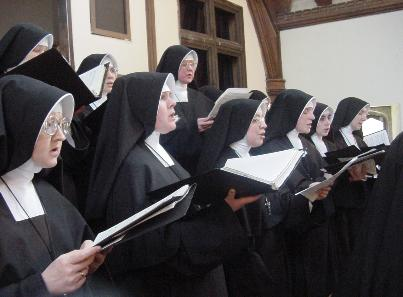
Freiras usando véu.

Tradicionalmente no cristianismo, as mulheres eram encorajadas a cobrir suas cabeças dentro das igrejas, bem como era (e ainda é, em muitos lugares) costume entre os homens descobrir as cabeças em sinal de respeito. Essa prática é baseada no texto bíblico da primeira epístola aos Coríntios atribuída a Paulo de Tarso:
 Todo homem que ora ou profetiza com a cabeça coberta desonra a sua cabeça; e toda mulher que ora ou profetiza com a cabeça descoberta desonra a sua cabeça; pois é como se a tivesse rapada. Se a mulher não cobre a cabeça, deve também cortar o cabelo; se, porém, é vergonhoso para a mulher ter o cabelo cortado ou rapado, ela deve cobrir a cabeça. O homem não deve cobrir a cabeça, visto que ele é imagem e glória de Deus; mas a mulher é glória do homem. Pois o homem não se originou da mulher, mas a mulher do homem; além disso, o homem não foi criado por causa da mulher, mas a mulher por causa do homem. Por essa razão e por causa dos anjos, a mulher deve ter sobre a cabeça um sinal de autoridade. No Senhor, todavia, a mulher não é independente do homem, nem o homem independente da mulher. Pois, assim como a mulher proveio do homem, também o homem nasce da mulher. Mas tudo provém de Deus. Julguem entre vocês mesmos: é apropriado a uma mulher orar a Deus com a cabeça descoberta? A própria natureza das coisas não lhes ensina que é uma desonra para o homem ter cabelo comprido, e que o cabelo comprido é uma glória para a mulher? Pois o cabelo comprido foi lhe dado como manto. Mas se alguém quiser fazer polêmica a esse respeito, nós não temos esse costume, nem as igrejas de Deus. (1 Coríntios 11:4-16, tradução Nova Versão Internacional)
Enquanto a autoria dessa carta é quase unanimemente atribuída a Paulo de Tarso, o trecho acima entretanto é considerado por diversos estudiosos bíblicos como uma adição posterior, contemporânea das epístolas pastorais, por ter estilo e doutrina em geral divergentes do defendido em outros trechos atribuídos a Paulo.
Durante a Antiguidade Tardia, Idade Média e Idade Moderna a maioria das mulheres europeias e bizantinas casadas cobriam suas cabeças com uma variedade de tipos diferentes de véus.
Nas Igreja Ortodoxa, Igrejas Ortodoxas Orientais e em algumas igrejas Protestantes o costume de cobrir a cabeça nas igrejas, ou mesmo em orações privadas em casa, ainda é mantido. Na Igreja Católica, era costumeiro na maioria das localidades a cobertura da cabeça por véus, capas, estolas, echarpes e barretes, até a década de 1960. O costume, apesar de não mais obrigatório, continua em locais onde é considerado um prática de etiqueta, cortesia ou elegância. tradicionalistas católicos porém ainda mantém a prática. O uso de cobertura para a cabeça foi pela primeira vez tornado obrigatório e universal na Igreja Latina pelo Código de Direito Canônico de 1917 que foi revogado pelo atual Código de Direito Canônico de 1983. apesar de muitos tradicionalistas católicos disputarem a respeito da legalidade da revogação.
Um véu sobre o cabelo faz parte do vestuário e hábito da maioria das ordens de freiras e irmãs religiosas na Igreja Católica e em algumas ordens religiosas femininas Anglicanas. Na era medieval, mulheres casadas normalmente cobriam a cabeça com véus, depois copiados pelo vestuário das freiras, indicando sua posição como "noivas de Cristo". Em muitas ordens um véu branco, o véu da provação, é usado durante o noviciado e um véu preto, o véu da profissão, depois que os votos são tomados. As cores no entanto variam entre as diferentes ordens. Em certas Igrejas Católicas Orientais e algumas Igrejas Ortodoxas, um véu chamado em grego επανωκαλύμμαυχο epanokalimafko) é usado por religiosos de ambos os sexos (monges e freiras), cobrindo um chapéu denominado καλυμμαύχι (kalimafki).
O reformador Martinho Lutero, o Reformador Protestante, incentivou as esposas a usarem um véu no culto público. Tal prática é comum entre pietistas e laestadianos na Escandinávia, Alemanha (principalmente entre diaconisas e membros da Irmandade Evangélica de Maria), luteranos conservadores da América do Norte, e em geral entre as igrejas luteranas da África, Oriente Médio e sul da Ásia.
Outros reformadores como João Calvino e John Knox também entendiam quem as mulheres deveriam cobrir a cabeça no culto público. Similar posição tinha John Wesley, o fundador do Metodismo.
No Brasil denominações cristãs como a Congregação Cristã no Brasil, católicos tradicionalistas como a Administração Apostólica Pessoal São João Maria Vianney, Casa de  Oração dentre outras adotam o uso de véus durante serviços religiosos e orações.
Os Menonitas e outras religiões americanas também adotam o uso do véu nos contextos de culto ou até mesmo no cotidiano.
No Reino Unido, é comum as mulheres usarem uma cobertura de cabeça cristã enquanto frequentam serviços religiosos formais, como casamentos na igreja.

### O Véu no Islã

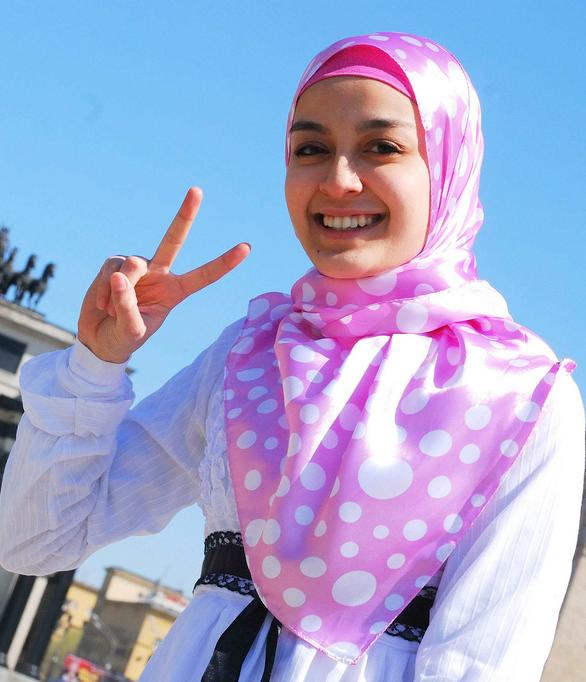
Mulher usando um véu e vestuário compatível com o hijab

Uma variedade de peças de vestuário para a cabeça são usados por mulheres e meninas muçulmanos de acordo com o hijab (o princípio da modéstia no vestuário), normalmente sendo referidos no ocidente como véus. O principal objetivo do véu muçulmano é ocultar aquilo que poderia ser considerado sexualmente atraente para os homens. Muitas dessas peças de vestuário cobrem os cabelos, orelhas e garganta, mas não a face.
- O khimar é uma espécie de lenço para a cabeça.

- O nicabe e a burca são véus que cobre toda a face, exceto uma pequena fresta para os olhos. A burca afegã cobre o corpo todo, ocultando totalmente a face, exceto por uma rede que permite que a mulher que a está usando possa enxergar.

- A boshiya é um véu que pode ser usado como um lenço sobre a cabeça, que cobre toda a face com um tecido translúcido [carece de fontes?].

É sugerido que a prática do uso do véu, incomum entre os árabes antes do surgimento do Islã, se originou no Império Bizantino e se espalhou posteriormente na região.
O uso de véus e coberturas para a face por mulheres muçulmanos levantou questões políticas em países do ocidente, especialmente em Quebeque, na França e no Reino Unido. Há também um acalorado debate na Turquia, país secular de maioria islâmica, onde os véus foram banidos em universidades e prédios do governo por serem considerados um símbolo de militância política de grupos Islamistas.

## Usos não religiosos do véu

### Chapéus
Véus como parte de chapéus sobreviveram às mudanças na moda europeia ao longo dos séculos e ainda são usados eventualmente em ocasiões formais. Esse tipo de véu é normalmente feito de redes, não objetivando esconder o rosto totalmente.

### Véus de noiva
Véus também são parte integrante do vestuário das noivas em grande parte das culturas ocidentais. Véus compridos, cobrindo o cabelo e a face, substituíram o uso do cabelo longo e solto como símbolo da virgindade da noiva e a resguarda ao noivo, bem como é enfeito e uso estético a uma virgem de aparência simples ou semelhante outra mulher. O véu que cobria a face era normalmente removido ao apresentar a noiva ao noivo, ato que nos casamentos modernos é ignorado. Na tradição judaica a noiva era desvelada apenas antes da consumação do casamento.
Não é claro que o uso do véu no casamento é um uso não-religioso, uma vez que na tradição ocidental casamentos quase sempre acontecem em situações religiosas. Entretanto, o uso do véu no casamento predata a associação da cerimônia do casamento com a religião cristã. Noivas romanas usavam véus coloridos para espantar maus espíritos e posteriormente esse véu foi adotado nas cerimônias cristãs. O véu, uma vez tornado símbolo de virgindade, passou a ser adotado também por mulheres cristãs que consagravam sua virgindade a Cristo.

### Véus masculinos
Entre certos grupos de povos tuaregues, songais, hauçás, fulas e mouros, mulheres não usam véus tradicionalmente, mas os homens sim. O uso dos véus masculinos está associado à proteção contra maus espíritos, mas muito provavelmente tem origem em usos mais pragmáticos, como proteger a face das condições rigorosas do deserto. Os homens passam a usar aos 25 anos de idade um tipo de véu que cobre toda a face, exceto os olhos, e não o removem mesmo junto aos membros de sua família.

## Interpretações socioculturais
Uma visão é a de que se trata de um item religioso, usado para honrar um local ou objeto de culto. As funções socioculturais, psicológicas e sociosexuais do véu, entretanto, não foram extensamente estudadas, mas provavelmente também incluem a manutenção de uma distance social, a comunicação de status social e identidade cultural. Em sociedades islâmicas, várias formas de véus foram adotadas da cultura árabe onde o Islã nasceu.[carece de fontes?].